# Utricularia christopheri
Utricularia christopheri — вид рослин із родини пухирникових (Lentibulariaceae).

## Середовище проживання
Цей вид був зафіксований з Непалу та Індії (Сіккім), але мало відомо про його ареал.
Вид росте серед мохів на вологих скелях, на великій висоті (3600–3900 метрів).